# Turó de Vilanegra
El Turó de Vilanegra és una muntanya de 533 metres que es troba al municipi d'Arenys de Munt, a la comarca del Maresme.